# Rangi Chase
Rangi Chase (* 11. April 1986 in Dannevirke, Neuseeland) ist ein englischer Rugby-League-Spieler neuseeländischer Abstammung. Er spielt in der Super League für die Salford Red Devils.

## Karriere
Chase begann seine Karriere 2002 bei den Manawatu Mustangs in der North Island Super 6 Competition. 2006 hatte er sein NRL-Debüt für die Wests Tigers, von denen er nach Ende der Saison zu den St. George Illawarra Dragons wechselte, bei denen er zwei Saisons lang blieb.
2008 wurde er in den "training squad" der Neuseeländischen Rugby-League-Nationalmannschaft für die Rugby-League-Weltmeisterschaft 2008 aufgenommen, er absolvierte schließlich aber nur ein Spiel für die New Zealand Māori.

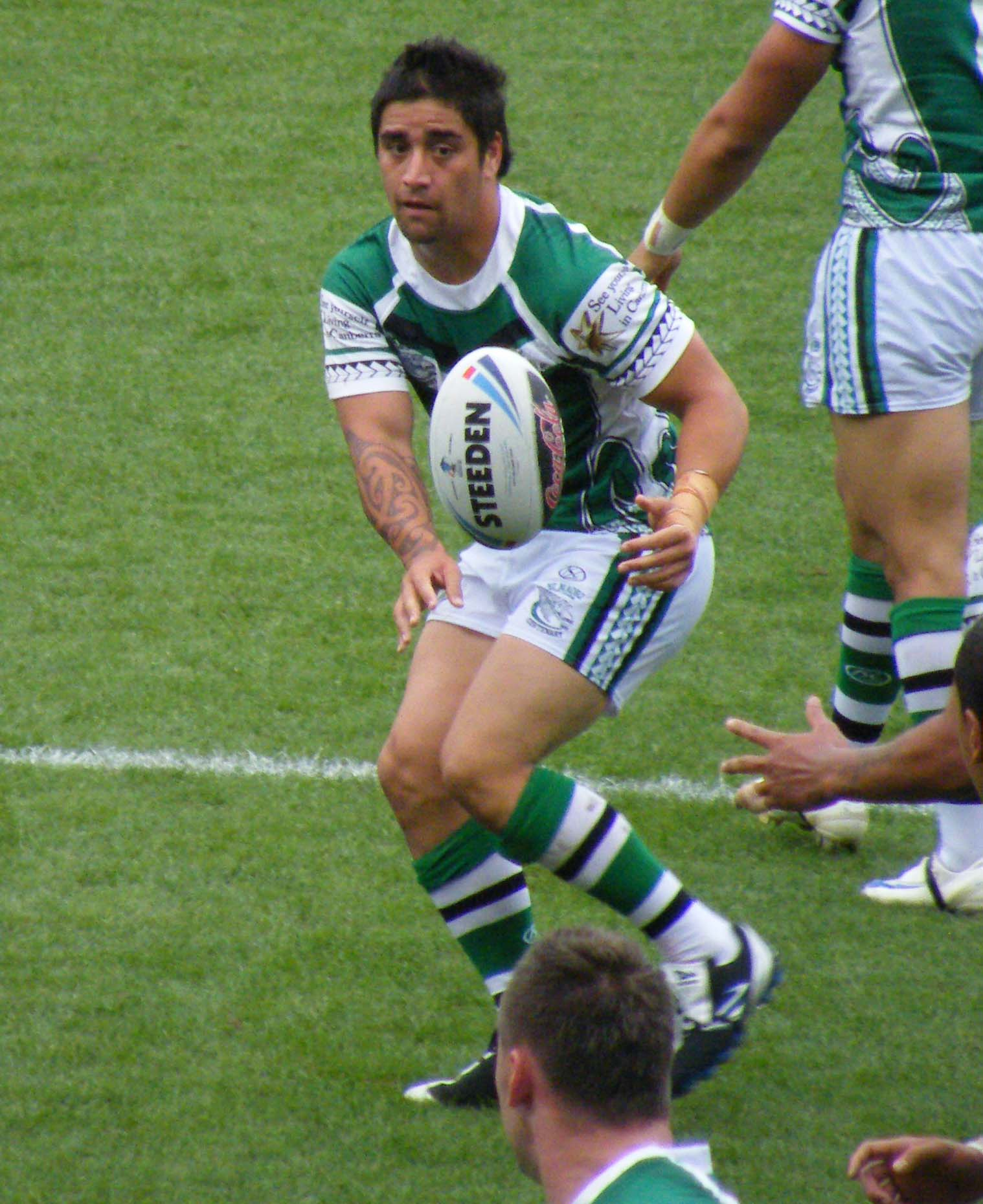
Chase im Jahr 2008 bei einem Spiel für die NZ Māori

2009 wechselte Chase in die Super League zu den Castleford Tigers. Er legte 10 Versuche und erzielte mehr Tackles als jeder andere Super-League-Spieler, was ihm den player of the year award der Tigers einbrachte. Am 21. August 2009 wurde bekanntgegeben, dass Chase einen Vierjahresvertrag bei den Tigers unterschrieben hatte. 2010 spielte er erneut für die New Zealand Māori.
2011 erhielt er die Albert Goldthorpe Medal und den Man of Steel Award. Er absolvierte ein Spiel für die Exiles, eine Auswahlmannschaft von Super-League-Spielern aus Australien und Neuseeland, die im unregelmäßig stattfindenden "International-Origin-Spiel" gegen England spielt. Trotz seiner Teilnahme an dem Spiel, in dem er Man of the Match war, für die Exiles erklärte er seine Absicht, für England zu spielen. Seine Aufnahme in die englische Nationalmannschaft fand dann auch statt und erntete Kritik von der ehemaligen Spielerlegende Garry Schofield. Chase hatte allerdings persönlich um die Aufnahme gebeten und erklärte öffentlich, dass er sich in Castleford heimischer fühle als in Neuseeland.
Sein Debüt für England war bei einem Aufwärmspiel für die Four Nations 2011 gegen Frankreich, in dem er der Man of the Match war. Seine nächsten Spiele waren gegen Wales und Neuseeland. In dem Spiel gegen Neuseeland spielte er gegen seinen ehemaligen Mitschüler Benji Marshall und seinen Cousin Isaac Luke, was zu einer entsprechend aufgeheizten Atmosphäre führte. Am Finale, in dem England 8:30 gegen Australien verlor, nahm er ebenfalls teil.
2012 spielte er mit England gegen die Exiles. Das war das erste Mal, dass ein Spieler sowohl für die Exiles als auch für England gespielt hatte. Er absolvierte zudem am 11. November ein Testspiel gegen Frankreich.
2013 nahm er mit England an der Rugby-League-Weltmeisterschaft 2013 teil. Er nahm zuerst an einem Aufwärmspiel gegen Italien teil, das England überraschenderweise 14:15 verlor. Im weiteren Verlauf des Turniers nahm er an den Gruppenspielen gegen Australien, Irland und Fidschi sowie am Viertelfinale gegen Frankreich, in dem er einen Versuch legte, teil.
Am 11. Februar 2013 wurde er für zwei Spiele gesperrt, nachdem er bei einem Spiel gegen die Leeds Rhinos Zak Hardaker durch ein High Tackle verletzt hatte.
Im September 2013 wechselte er für 115.000 £ zu den Salford Red Devils. Er unterschrieb einen Vierjahresvertrag. Sein Debüt für die Devils war bei einem 18:14-Sieg gegen die Wakefield Trinity Wildcats. In dem Spiel verletzte er sich allerdings, so dass er bereits nach 17 Minuten ausgewechselt werden musste.